# Dear (manga)
Dear (ディア?, Dia) è un manga scritto da Cocoa Fujiwara e pubblicato tra agosto 2002 e gennaio 2008 sulla rivista Monthly Gangan Wing di Square Enix per un totale di 12 volumi. Il manga è ambientato nello stesso universo di Watashi no Ōkami-san, opera precedente dell'autrice.

## Trama
Chiruha è un licantropo, una creatura mitica che si pensa essere estinta. La ragazza vive da sola in una capanna abbandonata di montagna, con solo un piccolo televisore, quando decide di lasciare la sua casa e vivere con gli umani. Giunta nel mondo umano, incontra il suo amico d'infanzia Kisara, che tuttavia non ha ricordi della ragazza ma, anzi, crede di aver ricevuto l'immortalità come maledizione da Chiruha e per questo la odia.
Si scopre che in realtà Chiruha dà involontariamente al ragazzo il potere dell'immortalità per salvarlo dalla morte. Da piccoli, infatti, i due si trovarono a scappare dal loro villaggio d'origine, ma, quando furono trovati, Kisara fu accidentalmente ferito dagli uomini che intendevano uccidere Chiruha per conto dei genitori del ragazzo, ricchi nobili.
I ricordi di Kisara riaffiorano quando cerca di uccidere l'amica, essendo un agente della Forza Punitiva; tornata la memoria, Kisara si trova in conflitto con se stesso, vista la sua posizione.
Riprendendo le vicende di Watashi no Ōkami-san, dopo che Chiruha utilizza i suoi poteri, Subaru (ex signore dei demoni), Komomo, il generale Purino, insieme a Kurenai e Carol, partono alla ricerca della fonte del potere, ossia della ragazza, nonostante, una volta trovata, lei non sappia come aiutarli.

## Personaggi
Chiruha
È presumibilmente l'ultimo licantropo rimasto all'inizio della serie. Viene inizialmente rivelato che quando era giovane era isolata dalla società a scopo di protezione, poiché il suo potere potenziale era troppo grande. A quel tempo conosceva Kisara ed erano amici. Un giorno, mentre scappano di casa, si imbattono in un gruppo di uomini che stanno cercando di riportare Kisara a casa. Durante il tentativo di uccidere Chiruha, gli uomini feriscono accidentalmente Kisara in maniera mortale. Nel tentativo di salvare Kisara, Chiruha trasferisce inconsapevolmente la sua immortalità a Kisara (capitoli da 7 a 8). Anni dopo, Chiruha evoca il suo coraggio e si unisce al mondo umano, camminando verso un villaggio vicino. Qui si riunisce con Kisara, inizia a vivere con lui e diventa amica della squadra punitiva, incontrando nuovi amici demoni che si uniscono a loro. Viene quindi rivelato che Chiruha è invaghita di Kisara.
Chiruha ha i capelli neri e lisci che inizialmente sono lunghi fino alle spalle con la frangia, ma diventano leggermente più lunghi col passare del tempo. Indossa spesso un kimono e calze. Il suo stile distintivo sono gli archi; ne indossa spesso uno tra i capelli e spesso ce n'è uno grande sul retro del suo kimono che è in vita. Ume una volta le ha regalato un bikini con dei fiocchi, il che ha provocato l'eccessiva protezione di Kisara quando l'ha vista con altri ragazzi intorno.

### Abitanti del Continente Demoniaco
Subaru
Era un tempo il signore dei demoni ed era l'obiettivo di Komomo, ma si innamora di Komomo e decide di abdicare al suo trono in modo da poterla sostenere su di lei. Poiché si rifiuta di sacrificare gli umani, tuttavia, inizia a mostrare una reazione di rifiuto dalla sua mano destra di Licantropo che gli è stata data da un licantropo stesso, in modo che potesse mantenere la posizione di signore dei demoni. Il rifiuto potrebbe ucciderlo se lasciato solo, il che porta alla determinazione di Komomo di visitare il continente umano per trovare l'altro licantropo per informazioni su un modo per curare la sua mano. Subaru ha i capelli neri che sono in stile di lato, come notato da Komomo che sembra più giovane quando i suoi capelli non sono in stile. A causa della sua calma compostezza, alta statura e aspetto virile, molte donne e Cain svengono per lui, anche se ha occhi solo per Komomo.
Komomo
È un'utilizzatrice della magia umana il cui scopo è diventare un eroe in modo da poter costruire una casa, come ha promesso a sua madre prima di morire. Poiché è povera e di livello 0, assume spesso piccoli lavori. Il suo obiettivo iniziale è sconfiggere Subaru quando era il signore dei demoni, ma a Subaru piace così tanto Komomo che lui abdica al trono per aiutare Komomo nel suo viaggio. Komomo inizia quindi a sviluppare sentimenti per Subaru, e poi inizia il suo viaggio nel continente umano con l'obiettivo di guarire la mano maledetta di Lyncanthrope di Subaru. Subaru spesso prende in giro Komomo, il che la lascia infastidita, ma nutre ancora sentimenti per lui. In tutta la storia, il passato umile di Komomo si mostra attraverso le sue azioni; spende i soldi con molta parsimonia e trova persino metodi per preparare i piatti con il tofu. Komomo ha capelli biondi lisci e molto chiari che sono acconciati in un bob con la frangia, anche se si scopre che in passato aveva i capelli lunghi. Il suo stile distintivo sono top e minigonne che emanano un aspetto simile a una lolita. I suoi vestiti le furono dati da Ume; una volta si è lamentata con lui di come preferirebbe vestiti più semplici, ma la risposta di Ume suggerisce che sta dando ciò che le si addice di più.
Purino
È un bellissima ma goffa generale del continente dei demoni che viaggia insieme a Kurenai e Carol per trovare informazioni sulla mano del loro ex signore. A volte, inizierà improvvisamente a comportarsi come un cucciolo quando viene esposta alla magia di Lyncanthrope. Una volta le piaceva Subaru per la sua gentilezza, ma sostiene la relazione tra Subaru e Komomo. Purino è spesso insicura riguardo alle sue capacità, nonostante ricopra l'importante posizione di generale. Per via della sua bellezza, è anche oggetto di un fan club, composto da ragazzi che non conosce. Purino suona anche il violino, insieme a suo fratello.
Purino ha capelli lunghi color castagna leggermente mossi con frangia. A causa della sua posizione di generale, indossa spesso abiti più formali e accademici, anche se le piacciono anche i vestiti. È insicura del suo corpo, in quanto era dispiaciuta che Ume le avesse dato un bikini nonostante lei avesse chiesto di non farlo, perché non è magra come Komomo o Chiruha, seppur Komomo una volta le fece i complimenti per il suo corpo formoso.
Kurenai
Ha i capelli rossi e sebbene sia un demone, non ha poteri, ma è un abile spadaccino. Spesso il suo amico Carol lo provoca per scherzare. Sebbene Kurenai abbia una personalità da duro, in verità è una persona molto gentile che ama gli animali, un altro lato che Carol ama prendere in giro per vedere la sua reazione. Kurenai è spesso arrabbiato per le decisioni apparentemente egoistiche di Subaru, ma capisce anche Subaru e segretamente desidera il meglio per lui. Sebbene una volta Subaru abbia scherzato sul fatto che Kurenai sia omosessuale, quindi Komomo sarebbe stato male informata, è implicito che Kurenai abbia sviluppato sentimenti per Purino nel tempo.
Carol
È amico da sempre di Kurenai e intraprende un viaggio insieme a lui e Purino per informarsi sulla mano di Subaru. Lui, in quanto demone, esercita il potere magico e usa amuleti e carta per attivarlo, rendendolo molto abile nel campo di battaglia. È una persona allegra che spesso ama fare giochi mentali sulle persone, in particolare Kurenai, per ridere. Nonostante questo, è anche molto comprensivo delle emozioni delle persone, come mostrato nel parlare con Purino e Kurenai del loro passato, così come la sua osservazione delle reazioni di Kisara che coinvolgono Chiruha. Questa comprensione emotiva è molto probabilmente dovuta alla sua esperienza in una chiesa di orfanotrofio in cui ha trascorso del tempo da bambino.
Carol ha i capelli bianchi corti ed è il più giovane dei personaggi a 16 anni all'inizio della storia. È piuttosto basso e ha un aspetto molto giovanile, che è una delle sue insicurezze ed è per questo che si allena eccessivamente ogni giorno nel tentativo di sembrare più mascolino.

### Forza Punitiva
Kisara
Avendo dimenticato i suoi ricordi d'infanzia riguardo Chihuara, Kisara cresce con le forze di polizia, sapendo di essere immortale e ricordando solo che un licantropo lo ha "maledetto" con esso. Negli anni ha sviluppato un odio per il licantropo che ha cambiato il suo corpo. Quando Chiruha appare all'improvviso, Kisara sembra determinato a guadagnare la sua fiducia e poi ucciderla, come vendetta per la "maledizione". Dopo aver tentato di ucciderla nel sonno, i suoi ricordi tornano e si rende conto che lei gli ha salvato la vita e che non sapeva nemmeno cosa avesse fatto (capitolo 7). Dopo questo, Kisara inizia lentamente a innamorarsi di lei. Prima di riavere i suoi ricordi, aveva una personalità fredda e distante. Poi, quando i suoi ricordi sono tornati, mostra una personalità più premurosa e compassionevole, principalmente verso Chiruha.  Kisara è il vice-capitano della Forza Punitiva. Prima d'incontrare Chiruha, è stato vittima di bullismo a causa della sua faccia da ragazza.
Captain Cain Clevart
È il capo della Forza Punitiva ed è il superiore di Kisara, avendolo incontrato per la prima volta e notando le sue abilità speciali, intendeva usare Kisara per le missioni. Ma in seguito si rende conto del vero dolore di Kisara dagli eventi della sua infanzia e ha iniziato a pensare a lui come a un fratello. Loda costantemente la "bellezza" degli altri ed è particolarmente attratto da Purino, Kisara e Subaru. Quando l'identità di Chiruha viene rivelata per caso, Cain decide di fare un patto tra "l'esercito del signore dei demoni" dicendo che entrambe le parti stanno cercando di proteggere i loro compagni e dovranno agire insieme per raggiungere i loro obiettivi.

### Nemici
Sigma
Desidera l'obbedienza di Subaru e vuole vivere con Chiruha per sempre in quanto ultimi dei licantropi. Ha strane tendenze come rifiutarsi di togliersi la maschera da peluche. I suoi obiettivi sono uccidere Kisara in modo che Chiruha possa riconquistare la sua immortalità e convincere Subaru a sacrificare più umani per lui. Ha fatto affidamento sulle vite umane per una vita prolungata ed è attualmente debole a causa della sua età. Tuttavia, è ancora estremamente potente nella magia e potrebbe curarsi più velocemente di Kisara.
Kanade
Lavora al fianco di Mimosa per aiutare Sigma. All'inizio sembra aver aiutato la forza punitiva, ma non può abbandonare Sigma. Sembra anche preoccuparsi molto per Mimosa; si impegna molto per farla sentire meglio riguardo al suo amore non corrisposto con Sigma ma spesso fallisce. Kanade non ama affrontare situazioni serie, quindi spesso porta con sé molte attrezzature per feste. Sebbene sia visto con abiti scuri in pubblico, indossa un grembiule mentre fa i lavori domestici.
Mimosa
Lavora al fianco di Kanade per aiutare Sigma, l'uomo che ama e per cui farebbe qualsiasi cosa, anche se capisce che Sigma preferisce i suoi simili. Mimosa ha un cane che è l'esatto contrario di Ume; è una femmina, ha il pelo nero e spara potenti raggi laser dalla bocca invece di essere in grado di aspirare tutto come Ume.
Loria
È un'attrice popolare tra i lolicon, come dimostrano i suoi due seguaci che comanda a bacchetta. È narcisista ed egoista, e si riferisce a se stessa usando la terza persona. Può portare via istantaneamente la resistenza di un possessore di magia, rendendola molto pericolosa in battaglia.
Izumo
Uno dei seguaci di loria, porta gli occhiali e ha i capelli neri, è più educato della sua controparte ma è altrettanto pericoloso, con la sua padronanza delle bombe. È anche un fan più devoto di Loria rispetto alla sua controparte.

### Altri
Abel
È l'ispettore della Forza Punitiva che porta sollievo comico grazie alle sue tecniche di occultamento, alla puntualità e al fatto che sembra sapere tutto della persona che sta ispezionando; non manca mai di sorprendere qualcuno. Sorprendentemente, è coinvolto in molte attività diverse e ha persino parlato di un club di animali a Kurenai. Ha una figlia che ama truccarsi il viso, e in seguito viene rivelato che anche lui è il padre di Kisara.
Kaname
È la settima generazione di un negozio di panini a conduzione familiare che Chiruha visita spesso durante il manga. Ha mostrato a Caino la via dell'amore raccontando storie di sua moglie e di se stesso. Kaname è un romantico che spesso perde il contatto con la realtà.
Ume
È un cane che Subaru ha usato una volta come suo messaggero. Successivamente viene allevato sia da Subaru che da Komomo, che ama gli animali. Fornisce vestiti a Komomo e fornirebbe anche vestiti a Purino e Chiruha, se necessario, rigurgitando i vestiti dalla sua bocca. In un extra, è stato rivelato che Ume consuma semplicemente abiti casuali e li rigurgita, riformandoli in stili diversi a seconda del destinatario (abbigliamento frilly per Komomo, abbigliamento semplice per Purino e vestiti con fiocchi per Chiruha). Ume potrebbe in qualche modo far entrare qualsiasi cosa nel suo corpo, poiché la sua bocca è come un vuoto. Grazie a ciò Ume ha vinto una gara di cani mettendo le teste di cani più grandi nella sua bocca, motivo per cui Subaru e Komomo possono andare su una barca di lusso per il continente umano.
Fratello di Purino
Purino si era sempre riferita a suo fratello come più abile di lei, anche se si dimostra goffo quanto lei. Si preoccupa molto di Purino, e Kurenai lo considera imbarazzante a causa della sua stretta di mano eccessivamente decisa. Porta gli occhiali e ha i capelli corti della stessa tonalità castagna di Purino, lei è vestito da studioso come Purino.

## Media

### Manga
| Nº | Data di prima pubblicazione | Data di prima pubblicazione | Data di prima pubblicazione |
| Nº | Giapponese                  | Giapponese                  |                             |
| -- | --------------------------- | --------------------------- | --------------------------- |
| 1  | 25 dicembre 2002            | —                           |                             |
| 2  | 27 settembre 2003           | ISBN 978-4-75-751037-1      |                             |
| 3  | 27 ottobre 2003             | ISBN 978-4-75-751054-8      |                             |
| 4  | 27 aprile 2004              | ISBN 978-4-75-751188-0      |                             |
| 5  | 27 ottobre 2004             | ISBN 978-4-75-751302-0      |                             |
| 6  | 27 aprile 2005              | ISBN 978-4-75-751416-4      |                             |
| 7  | 26 novembre 2005            | ISBN 978-4-75-751578-9      |                             |
| 8  | 27 giugno 2006              | ISBN 978-4-75-751690-8      |                             |
| 9  | 27 dicembre 2006            | ISBN 978-4-75-751842-1      |                             |
| 10 | 27 aprile 2007              | ISBN 978-4-75-752001-1      |                             |
| 11 | 27 febbraio 2008            | ISBN 978-4-75-752143-8      |                             |
| 12 | 27 febbraio 2008            | ISBN 978-4-75-752227-5      |                             |